# 関東大震災を予知した二人の男
『関東大震災を予知した二人の男』（かんとうだいしんさいをよちしたふたりのおとこ）は、関東大震災から90年にあたる2013年に刊行された上山明博の小説。
日本人初のノーベル賞に推挙され、世界から「地震学の父」と呼ばれた大森房吉（東京帝国大学地震学教室主任教授）に光を当て、大森の信念と葛藤を丹念に描きあげた初の書籍として注目される。

## 概要
大森房吉は、帝国大学理科大学物理学科に首席で入学し、明治30年、29歳の若さで地震学教室主任教授に就任する。世界初の連続記録を可能にした高性能地震計「大森式地震計」を発明し、それによって得られた観測データから、震源までの距離を求める「大森公式」を発表するなど、近代地震学の礎を築き、世界から「地震学の父」と讃えられた。
他方、今村明恒は、大森と同じ帝国大学理科大学物理学科に入学し、明治34年、31歳のとき大森主任教授のもとで助教授に就任。今村は、2歳年上の上司に大森がいたために、無給の助教授でありつづけた。そのため、学生たちから「万年助教授」と陰口をささやかれた。
今村は東京に大地震がいつ起きても不思議ではないと公言し、しばしば世間を騒がせた。明治39年1月には「今村博士の説き出せる大地震襲来説」と新聞にセンセーショナルに紹介され、騒動となった。大森は、今村の論調を「浮説」として、今村に抗議文を新聞社に送るように促す。また、今村が自説をまとめた本を出版すると、出版社は「世界中地震最多国」「一大激震の襲来」「死傷者の数二十萬」などと扇情的な新聞広告を出して、大騒ぎとなった。そのたびに大森は今村の大地震襲来説を否定し、今村は「ほら吹き」と世間から嘲笑された。
大正12年9月1日、関東大地震が発生した。すると、大森と今村の評価は逆転し、今村は苦難に耐えつつ警鐘を鳴らし続け、予知に成功した不屈の偉大な地震学者と再評価され、「地震の生き神さま」と褒めそやされた。かたや 大森は、予知もできずに今村を邪魔しただけのエリート学者と揶揄された。
本書は、1915年（大正4年）にノーベル物理学賞にノミネートされ、世界から「地震学の父」と讃えられながら、関東大震災の発生を機に「大震災を予知できなかった無能な地震学者」と多くの国民から嘲弄されたまま、震災の僅か2カ月後に急逝した大森房吉の、信念と葛藤に初めて光を当てた伝記小説である。

## 主な登場人物
大森房吉（おおもりふさきち,1868-1923）
福井藩士大森藤輔の五男として生まれる。小学生の時に家族とともに上京。明治21年、帝国大学理科大学物理学科に首席で入学する。お雇い英国人教師ジョン・ミルンの指導のもとで濃尾地震の踏査研究に取り組み、「余震の大森公式」を発表。「大森式地震計」の発明や「震源距離の大森公式」の発見のほか、「地震帯説」や「地震周期説」、「地震空白説」など、今日の地震学の基礎理論を構築。日本人初のノーベル物理学賞候補にノミネートされ、世界から「地震学の父」と呼ばれた。
今村明恒（いまむらあきつね,1870-1948）
薩摩藩士今村明清の三男として生まれる。明治23年、帝国大学理科大学物理学科に入学。同地震学教室の副手（無給職員）として研究に従事し、明治34年、大森主任教授のもとで助教授に就任。今村が開発した今村式地震計は、大正12年に発生した関東大震災の搖れを細大漏らさず記録し、のちの貴重な研究史料として巨大地震の研究に貢献した。
桜井錠二（さくらいじょうじ,1858-1939）
加賀藩士桜井甚太郎の六男として生まれる。明治3年、大学南校に入学。お雇い英国人教師ロバート・アトキンソンのもとで化学の研究に取り組む。明治9年にロンドン大学に留学。帰国後は、東京化学会会長や東京帝国大学総長などを歴任。大正12年、第2回汎太平洋学術会議の日本団団長に任命され、副団長の大森房吉らとともに、オーストラリアで開催される国際学術会議に参加した。
五島清太郎（ごとうせいたろう,1867-1935）
長州藩士五島守篤の次男として生まれる。明治20年、帝国大学理科大学動物学科に入学。米国ハーバード大学に留学。大正9年、東京帝国大学理学部長に就任し、関東大震災の際は復興に尽力した。
大島正満（おおしままさみつ,1884-1965）
明治17年、北海道札幌にて大島正健の長男として生まれる。明治41年、東京帝国大学理科大学動物学科を卒業。大正6年、米国スタンフォード大学へ留学。大正12年、第2回汎太平洋学術会議の日本団団員に任命され、桜井団長や大森副団長らとともにオーストラリアへ赴いた。
エドワード・フランシス・ピゴット（Edward Francis Pigot,1858-1929）
1858年アイルランドで生まれる。1888年にオーストラリアに移住。聖イグナチウス教会の牧師であり、地震学者兼天文学者でもあった。聖イグナチウス大学リバービュー天文台の創設に尽力し、天文台の初代台長を務めた。
ジョン・ミルン（John Milne,1850-1913）
1850年（嘉永3年）英国リバプールに生まれの鉱山技師。明治9年、工部省工学寮のお雇い英国人教師として来日。地震体験をきっかけに明治13年、日本地震学会を創設。また明治27年には、ミルン水平振子地震計（重要文化財、国立科学博物館所蔵）を開発するなど、日本の地震学の発展と人材育成に努めた。
堀川トネ（ほりかわとね,1861-1925）
浄土真宗本願寺派願乗寺（通称函館別院）の住職・堀川乗経の長女。東京芝増上寺の開拓使女学校を卒業し、明治14年、20歳のときジョン・ミルン（30歳）と結婚。夫ミルンとともに帰英し、英国ワイト島シャイドの丘に家を建て、夫婦で暮らした。
菊池大麓（きくちだいろく,1855-1917）
安政2年、蘭学者箕作秋坪の次男として江戸に生まれる。慶応3年、英国ケンブリッジ大学セント・ジョンズ・カレッジに留学し、数学と物理学の学位を取得。帰国後、東京大学理学部教授や東京帝国大学理科大学学長などを歴任。明治23年に貴族院勅選議員に勅任される。明治25年に発足した震災予防調査会の活動を牽引した。
ジェームズ・アルフレッド・ユーイング（James Alfred Ewing,1885-1935）
スコットランド生まれの英国人物理学者。1879年（明治12年）23歳に来日し、東京大学理学部のお雇い外国人として物理学と機械工学を教える一方、水平振り子地震計や二重振り子型地震計を開発した。
田中舘愛橘（たなかだてあいきつ,1856-1952）
安政3年、陸奥国二戸郡福岡の南部藩士の家に生まれる。明治11年に東京大学理学部に入学。明治21年、英国グラスゴー大学のケルビン卿のもとに留学し、帰国後東京帝国大学理科大学教授に就任。明治24年の濃尾地震の調査体験をきっかけに、菊池大麓とともに地震研究の必要性を訴え、明治25年に発足した震災予防調査会の委員として当初から参加した。
小藤文次郎（ことうぶんじろう,1856-1935）
石見国津和野生まれ。明治10年、東京大学理学部地質学および採鉱学科に入学。明治13年、独逸ライプツィヒ大学およびミュンヘン大学に留学し、帰国後、東京帝国大学理学部地質学科講師に就任。明治24年の濃尾地震の際は、現地入りして調査を行い、「断層地震説」を発表した。
長岡半太郎（ながおかはんたろう,1865-1950）
大村藩士長岡治三郎の一人息子として生まれる。明治15年、東京大学理学部に入学。明治20年に大学院に進学し、明治26年独逸に留学し、ルートヴィッヒ・ボルツマンのもとで学ぶ。帰国後、東京帝国大学教授に就任。明治25年に発足した震災予防調査会の委員として田中舘愛橘とともに当初から参加。のちに「理学界のドン」と呼ばれた。
寺田寅彦（てらだとらひこ,1878-1935）
明治11年、東京市麹町区に高知県士族寺田利正の長男として生まれる。明治32年、東京帝国大学理科大学に入学し、田中館愛橘教授、長岡半太郎教授らの教えを受ける。明治42年、地球物理学研究のため独逸ベルリン大学に留学。大正5年、東京帝国大理科大学物理学教授に就任。大正12年の関東大震災の際は現地捜査に当たり、東京帝国大学地震研究所の設立に貢献した。
末広恭二（すえひろきょうじ,1877-1932）
明治33年、東京帝国大学工科大学を卒業、振動工学を研究し、明治44年に東京帝国大学理科大学工学教授となる。関東大震災後、寺田寅彦教授とともに東京帝国大学地震研究所の設立に尽力し、東京帝国大学地震研究所の初代所長に就任した。
曽禰達蔵（そねたつぞう,1853-1937）
嘉永5年、唐津藩士曽禰寸斉の子として江戸に生まれる。明治6年、工部大学校に入学。明治12年、工部大学校造家学科を卒業。明治14年、工部大学校助教授に就いた。
佐野利器（さのとしかた,1880-1956）
山形県西置賜郡荒砥村の旧家の四男として生まれた。東京帝国大学建築学科を卒業後、国技館や東京駅の構造設計を担当。大正4年、東京帝国大学建築学科教授に就任。大正12年の関東大震災の際には、後藤新平帝都復興院総裁に協力し、帝都復興に尽力した。
内田祥三（うちだよしかず,1885-1972）
明治18年、東京深川に生まれる。明治37年、東京帝国大学工科大学建築学科に入学。東京帝国大学大学院に進み、佐野利器教授のもとで建築構造を研究。大正10年、東京帝国大学建築学教授に就任。関東大震災後の東京帝大構内の復旧を主導し、「内田ゴシック」といわれる建物を数多く設計した。
笠原敏郎（かさはらとしろう,1882-1969）
新潟県南蒲原郡加茂町に生まれる。1907年、東京帝国大学工科大学建築学科を同期の内田祥三とともに卒業後、内務省に出仕。都市計画局第二技術課長として市街地建築物法の立案を手がける。関東大震災後は、復興局建築部長に部署を転じ、後藤新平帝都復興院総裁が陣頭指揮する帝都復興事業を強力に推し進めた。
内藤多仲（ないとうたちゅう,1886-1970）
山梨県中巨摩郡榊村に生まれる。明治43年に東京帝国大学建築学を卒業、大正2年に早稲田大学教授に就任。大正6年、米国へ留学後、日本興業銀行本店や歌舞伎座の構造設計を担当。大正12年の関東大震災の際、内藤が設計した興銀や歌舞伎が無事だったことで内藤の構造設計の安全性が実証された結果となった。その後、通天閣や東京タワーなど、多くの塔の設計を手がけ「塔博士」と呼ばれた。
芥川龍之介（あくたがわりゅうのすけ,1892-1927）
東京市京橋区入船町に牛乳製造販売業を営む新原敏三の長男として生まれる。大正2年、東京帝国大学文科大学英文学科に入学し、大正5年、同学科を卒業する。大正12年の関東大震災の際は、町会の自警団に病身を押して参加し、また、川端康成と連れだって吉原界隈を散策した。それらの体験をもとに随筆「大震雑記」などを執筆した。
後藤新平（ごとうしんぺい,1857-1929）
仙台藩一門留守家の家臣後藤実崇の長男として生まれる。台湾総督府民政長官、満鉄初代総裁、東京市第7代市長などを歴任し、関東大震災の直後に組閣された第2次山本内閣では、内務大臣兼帝都復興院総裁として震災復興計画を立案・推進した。
山本権兵衛（やまもとごんべえ,1852-1933）
薩摩藩士で右筆及び槍術師範を務めていた山本五百助盛珉の六男に生まれる。西郷隆盛の紹介で勝海舟の海軍操練所に入所し、以来海軍の道を歩みつづけた。大正12年9月1日に関東大震災が発生し、翌9月2日に加藤友三郎首相が急死した。現下の緊急事態を受けて総理経験者の山本権兵衛に第22代内閣総理大臣の命が下る。山本は直ちに内閣を組閣。帝都復興院総裁に後藤新平を任命し、東京の復興事業を主導した。

## 書誌事項
- 書名：関東大震災を予知した二人の男
- 副題：─ 大森房吉と今村明恒 ─
- 装幀：神長文夫
- 判型：四六判
- 製本：上製
- 頁数：272頁
- 発行：2013年8月23日[4]

## 関連資料
- 「地震学者大森博士と谷崎潤一郎」坂口幸世（「東大研究室」Y-SAPIX）